# سيريل زيمارمان
سيريل زيمارمان هو لاعب كرة قدم وحكم كرة قدم سويسري، ولد في 16 يناير 1976.